# Audrey Maurion
Audrey Maurion est une réalisatrice et monteuse française née en 1966[Où ?].

## Biographie
Après avoir suivi des études de philosophie, Audrey Maurion a surtout travaillé comme monteuse sur de nombreux documentaires.
Elle a coréalisé avec Eyal Sivan le long métrage Pour l'amour du peuple, d'après le livre Pour l'amour du peuple, un officier de la Stasi parle.

## Filmographie

### Monteuse
- 2004:  Pour l'amour du peuple[2]
- 2006: Le Quatrième morceau de la femme coupée en trois[3]
- 2008: Espèces d'espèces[4]
- 2009: Jaffa, la mécanique de l'orange[5]
- 2010: State of Violence[6]
- 2011:  Ici on noie les Algériens [7]
- 2016: Le Siège[8]

### Réalisatrice
- 2004 : Pour l'amour du peuple (coréalisateur : Eyal Sivan)
- 2014 : Adieu paysans

### Documentariste
- 2023 : Vichy dans les colonies (avec Mathieu Glissant)[9]